# Образцово
Образцо́во (рос. Образцово) — селище у складі Щолковського міського округу Московської області, Росія.

## Населення
Населення — 88 осіб (2010; 322 у 2002).
Національний склад (станом на 2002 рік):
- росіяни — 96 %